# T-Mobile體育館
T-Mobile体育馆（英語：T-Mobile Arena），位于美国内华达州天堂市上的室内体育馆，于2016年4月6日正式启用。

## 概要
该体育场于2014年5月1日破土动工，最后一根钢梁于2015年5月27日放置。
2016年1月，T-Mobile美国以多年合同的形式获得了体育馆的冠名权。体育馆随后于2016年4月6日正式启用。
目前体育馆的主要客户为維加斯黃金騎士冰球队和终极格斗冠军赛（UFC）。体育馆为國家冰球聯盟球队維加斯黃金騎士的主场。UFC与体育馆签署了一份为期七年的协议，每年在该设施举办至少四场活动。
体育馆还举办各类娱乐活动，例如乡村音乐学院奖，公告牌音乐奖、拉丁格莱美奖、美國小姐等。该体育馆还举办过世界摔角娱乐（WWE）和全精英摔角（AEW）。
首屆NBA季中锦标赛準決賽及決賽選定於T-Mobile體育館舉行。